# Hypocrisy (film 1916)
Hypocrisy è un film muto del 1916 diretto da Kenean Buel.

## Trama
Vivendo al di sopra dei propri mezzi, la signora Trent, per poter appianare i suoi debiti, vorrebbe che la figlia Virginia sposasse il ricchissimo Morgan Hutchins. Ma la giovane preferisce convolare a nozze con Warren Presby, rovinato finanziariamente per aver investito tutto sul mercato azionario senza successo. Alla disperata ricerca di denaro contante, Virginia usa uno degli assegni di Morgan ma suo marito crede che lei abbia ottenuto quel denaro tradendolo con il milionario. Warren, allora, chiede la separazione e Virginia, per vivere, trova un lavoro come manicure. Durante il suo lavoro, sente i discorsi di alcuni clienti che stanno tramando per far cadere in trappola Warren con un'operazione finanziaria fuori legge. In realtà, il piano è stato concepito proprio da Morgan. Virginia fa liberare il marito e fa arrestare Morgan, il vero colpevole. La donna si riconcilia con Fresby, le cui azioni salgono alle stelle, rendendolo un uomo ricco.

## Produzione
Il film fu prodotto dalla Fox Film Corporation.

## Distribuzione
Il copyright del film, richiesto da William Fox, fu registrato il 4 giugno 1916 con il numero LP8426.
Distribuito dalla Fox Film Corporation, il film uscì nelle sale cinematografiche USA il 4 giugno 1916.
Non si conoscono copie ancora esistenti della pellicola che viene considerata presumibilmente perduta.